# Sala Pablo VI

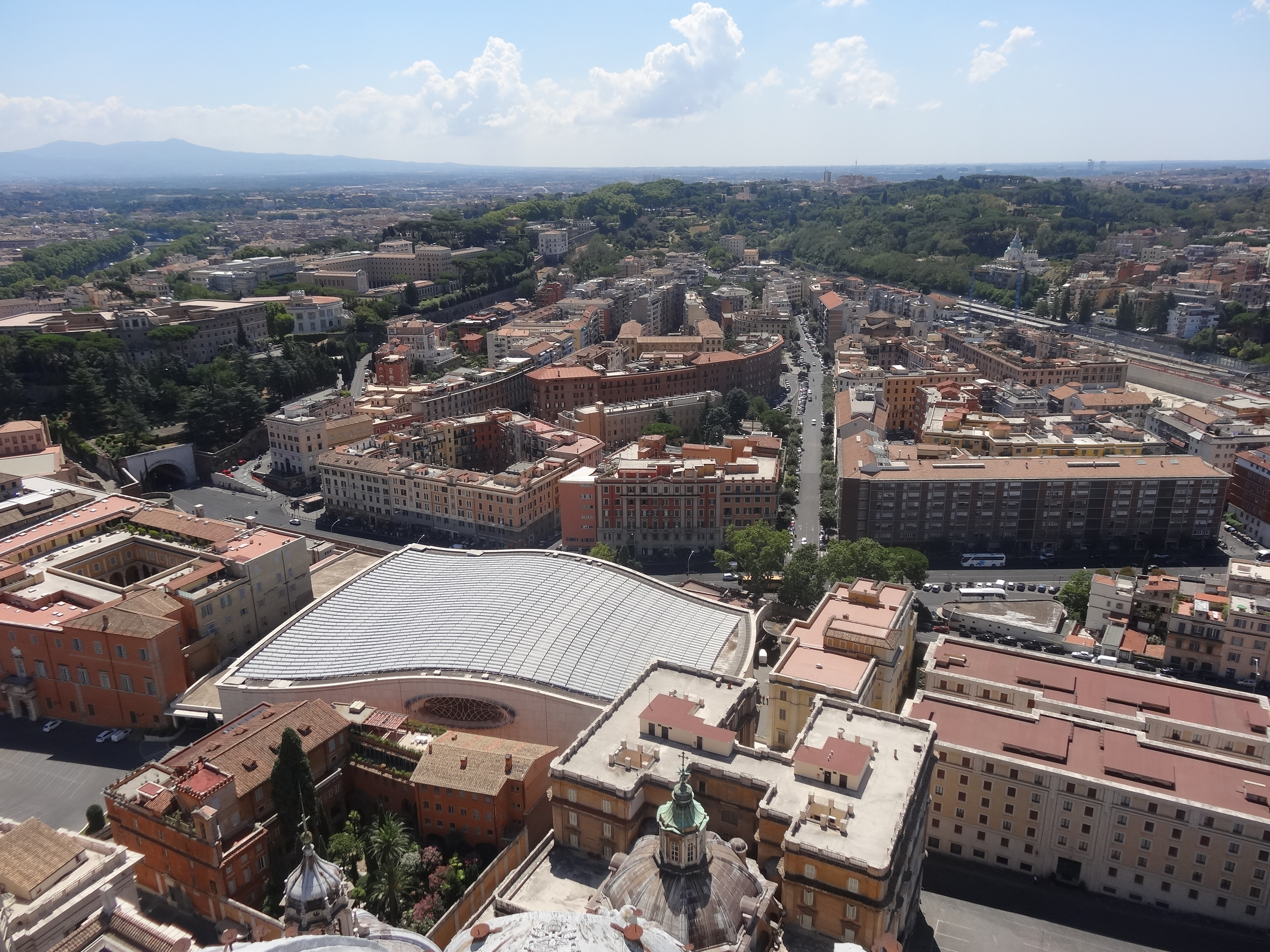
El Aula Pablo VI vista desde el tejado de la Basílica de San Pedro.

Localización en el límite de la Ciudad del Vaticano (entre el espacio coloreado de amarillo -dentro de la línea continua- y el coloreado en azul -dentro de la línea discontinua-).

Aula Pablo VI o Sala Nervi son las denominaciones de un edificio de Roma construido parcialmente en la Ciudad del Vaticano, aunque la parte italiana del edificio tiene consideración diplomática de extraterritorialidad a favor de la Santa Sede.
Desde el pontificado de Pablo VI, se utiliza por los papas como un espacio alternativo a la Plaza de San Pedro para la Audiencia General de los miércoles.

## Descripción
Posee un gran espacio diáfano, de planta trapezoidal y cubierta ondulada, que aloja un auditorio con capacidad para 6,300 personas. Fue diseñado por el ingeniero italiano Pier Luigi Nervi. El encargo papal se decidió en 1964, y las obras comenzaron en 1966, bajo la vigilancia de Pasquale Macchi. La inauguración se produjo el 30 de julio de 1971. 
Dominando el espacio escénico se encuentra una escultura en bronce de veinte por siete por tres metros de Pericle Fazzini titulada La Resurrezione ("La Resurrección", 1970-1977). En el lado opuesto de la sala se encuentra un órgano fabricado por Mascioni en 1970 siguiendo el modelo que el ceciliano Raffaele Manari había proyectado en 1933 para el Pontificio Instituto de Música Sacra. La gran vidriera ovalada es obra del húngaro-italiano János Hajnal.
La Sala del Sínodo (Aula Nuova del Sinodo), más pequeña, se encuentra en el primer piso, sobre el vestíbulo de la Sala Pablo VI.
La arquitectura que recuerda a un simbolismo ligado a la serpiente ha suscitado numerosas críticas.
En 2008 se instalaron en la cubierta 2400 paneles fotovoltaicos, suficientes para el consumo de energía del edificio en climatización e iluminación, donación de una empresa alemana, valorada en millón y medio de dólares. El sistema obtuvo el European Solar Prize de ese año en la categoría de arquitectura solar y desarrollo urbano.